# Приморський район (Санкт-Петербург)
Примо́рський райо́н (рос. Приморский район) — адміністративно-територіальна одиниця Санкт-Петербурга, РФ. Є одним з найбільших районів міста, на північ від Невської губи. Площа району складає 109,87 км². Населення — 534 646 осіб (2014). За цим показником район посідає перше місце в Санкт-Петербурзі. Район є лідером з-поміж інших районів за кількістю новобудов і народжуваності. 20  % побудованого нового житла припадає на Приморський район Водночас, дорожньо-мостова інфраструктура району є найгіршою в місті, через що район часто називають «невиїзним». Приморський район посідає 4 місце серед 18 за якістю життя, а також останнє місце за кількістю передчасних смертей.

## Офіс тролів
З літа 2013 року у Приморському районі розташована база, з якої щонайменше сотні тролів за гроші постійно здійснюють поширення повідомлень через інтернет для обслуговування російської пропаганди. До 2014 року така база розташовувалась в Ольгіно, але у жовтні стало відомо, що близько 250 співробітників переселили у 4-поверховий офіс на вулиці Савушкіна

## Панорами
| Росія | Це незавершена стаття з географії Росії. Ви можете допомогти проєкту, виправивши або дописавши її. |